# Uroš Slokar
Uroš Slokar (Ljubljana, 14. svibnja 1983.) slovenski je profesionalni košarkaš. Igra na poziciji krilnog centra, a trenutačno je član slovenske Union Olimpije.

## Karijera
U svojoj prvoj profesionalnoj sezoni, kao član slovenskog prvoligaša KD Slovana osvojio je nagradu za novaka godine. 2003. odlazi u Italiju, gdje je igrao za Benetton Trevisa i Snaidero Udine. U dresu Benettona osvojio je talijanski kup 2004., a kasnije i talijansko prvenstvo 2006. godine. Izabran je u 2. krugu (58. ukupno) NBA drafta 2005. od strane Toronto Raptorsa. Umjesto odlaska u NBA, odlučio se je na ostanak u Europi. 16. kolovoza 2007., Slokar je potpisao ugovor s ruskim prvoligašem Trijumfom Ljubercijem. Nakon samo jedne godine u Rusiji, Slokar se vraća u Italiju i potpisuje dvogodišnji ugovor s GMAC Bolognom. Nakon što je klub u sezoni 2008./09. zbog financijskih problema ispao u drugu, a kasnije izbačen u treću talijansku ligu, Slokar se odlučio na odlazak. 25. rujna 2009. potpisao je ugovor sa slovenskom Union Olimpijom.

## Vanjske poveznice
- Službena stranica
- Profil  Arhivirana inačica izvorne stranice od 22. prosinca 2008. (Wayback Machine) na Lega Basket Serie A
- Profil na NBA.com
- Profil na Euroleague.net
- Profil  Arhivirana inačica izvorne stranice od 6. ožujka 2019. (Wayback Machine) na ACB.com